# Ditzeugo da Bulgária
Ditzeugo (em grego medieval: Δίτζευγος; em latim: Ditzengus; em búlgaro: Диценг; romaniz.: Ditseng) foi um nobre búlgaro do século IX. Segundo as fontes, tornou-se cã brevemente em sucessão de Ducumo (r. 814)

## Vida

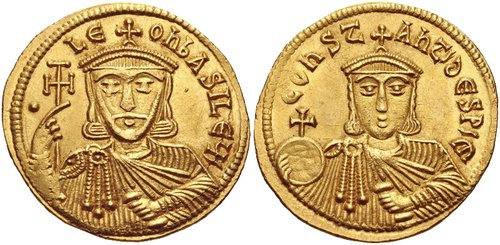
Soldo de r.

Ditzeugo era provavelmente o irmão mais novo de Crum e Ducumo ou filho do primeiro e irmão de Omurtague. Tornou-se cã após a morte súbita de Ducumo na primavera de 814. Recusou uma oferta de paz com o imperador Leão V, o Armênio (r. 813–820) após ser derrotado no mesmo ano numa batalha nas cercanias de Mesembria, onde os bizantinos cometeram atrocidades contra os búlgaros. Como resultado, Ditzeugo ordenou que os bizantinos capturados por Crum em Adrianópolis fossem executados em 15 de janeiro. Ele governou por cerca de 1 ano até ficar cego e ser morto por seu povo, provavelmente por essa razão, bem como por seu fracasso em combate. Fi sucedido por Omurtague